# Аркесілай I
Аркесілай I (*Ἀρκεσίλαος, д/н — 583 до н. е.) — давньогрецький цар Кирени у 600–583 роках до н. е.

## Життєпис
Походив з династії Баттіадів. Син царя Батта I. Про молоді роки немає відомостей. після смерті батька у 600 році до н. е. успадкував трон. В цей час Кирена була невеличкою грецькою колонією. Містяни займалися переважим чином одміном між місцевим лівійським населенням та грецькими містами Криту та Балканського півострова.
З огляду на те, що населення Кирени було невеличким Аркесілай I не намагався розширювати меді міста. Водночас зосередився на створенні міцних економічних підвалин своєї держави. Почалося розведення овець, зводилися майстерні з вироблення гончарних виробів. В цей час греки зрозуміли цілющі властивості рослини сильфія. Його вимінювали у лівійців на вироби з материкової Греції. Аркесілай I перетворити Кирену у важливий посередницький порт між лівійцями та іншими греками.
Помер цар Кирени у 583 році до н. е., передавши владу синові Батту II.

## Родина
- Батт II, цар Кирени у 583–560 роках до н. е.
- Крітола